# Für immer Eltern
Für immer Eltern ist ein als Komödie angelegter deutscher Generationenfilm von Florian Schwarz aus dem Jahr 2021. Der Film ist eine Koproduktion von ZDF und Arte und wurde bei dem französischen Sender erstausgestrahlt. In den Hauptrollen spielen Devid Striesow und Anja Schneider Eltern, bei denen unerwartet der Sohn wieder einzieht und die Pläne der beiden gehörig durcheinander bringt.

## Handlung
Für Ehepaar Michael und Anja Wagner könnte es nicht besser laufen. Die Kinder sind aus dem Haus und stehen auf eigenen Füßen, die neue Stadtwohnung in München ist gerade frisch bezogen, sodass der neu gewonnenen Zweisamkeit eigentlich nichts mehr im Weg steht. Doch eines Abends steht völlig unerwartet Sohn Niklas in der Wohnung, da er aus seiner WG geflogen ist. Der Referendar möchte nur für ein paar Tage Unterschlupf und die beiden nehmen ihn wieder bei sich auf. Als dann auch noch Niklas’ Freundin Alina miteinzieht, weil diese sich mit ihrer Mutter zerstritten hat, bringt dies zusätzliche Spannung. Alina kritisiert offen die elterliche Erziehung, dies führt auch zu Konflikten zwischen Michael und Anja. Anja reflektiert über die Vergangenheit. Hat sie Niklas vielleicht zu sehr behütet, hat Michael ihn nicht genug unterstützt und sich mehr um Tochter Stella gekümmert? Alina legt schließlich eine Beziehungspause ein, bei Niklas läuft eine studienentscheidende Lehrprobe völlig aus dem Ruder.
Niklas’ Bemühungen, eine neue Wohnung zu finden, bleiben erfolglos. Anja kann über den befreundeten Karl und seine Beziehungen eine zweite Lehrprobe für ihren Sohn erreichen. Niklas tritt diese aber nicht an, da ihm klar geworden ist, dass er kein Lehrer werden möchte. Michael setzt ihn daraufhin vor die Tür. Anja kann das nicht verstehen und sucht Niklas bei Freunden. Sie geht auch zu Karl und schläft mit ihm. Michael und Anja gehen sich jetzt in der eigenen Wohnung aus dem Weg, versöhnen sich nach einiger Zeit dann aber wieder.
Das Ehepaar besucht seinen Sohn, der mittlerweile in einer Hütte in den Bergen wohnt. Niklas hatte hier Zeit, um über die Zukunft nachzudenken, er würde gern etwas mit Jugendlichen machen. Es ist ein versöhnliches Zusammentreffen, sodass sich die Eltern zuversichtlich verabschieden. Zurück in ihrer Wohnung erwartet sie schon Tochter Stella. Sie wurde entlassen und möchte – so wie zuvor Niklas – für ein paar Tage einziehen.

## Produktion
Der Film wurde vom 11. August 2020 bis zum 11. September 2020 in München und Umgebung gedreht. Die Erstausstrahlung im Fernsehen erfolgte am 19. März 2021 auf Arte.

## Kritiken
Das Lexikon des internationalen Films bewertet den Film Für immer Eltern mit insgesamt 3 von 5 Sternen. In der Filmdatenbank wird der Film folgendermaßen beschrieben: „Temporeiche Komödie über die Konfrontation gutmütiger Eltern mit ihrem tiefenentspannten Filius, die alle Figuren zwingt, ihre Lebensauffassung zu überdenken. In der Beschäftigung mit den Generationengräben eher versöhnlich, zeichnet sich der Film durch ausgezeichnete Darsteller und eine beschwingte Musik aus.“
In seiner Besprechung bei tittelbach.tv gibt Rainer Tittelbach dem Film insgesamt 5 von 6 Sternen. Auf der Internetseite zählt der Film zu den zehn besten Fernsehpremieren im Monat März 2021. Die Grimme-Preisträger Florian Schwarz und Peter Probst hätten einen Film mit hohem Tempo filmästhetisch in Szene gesetzt, wobei sich die Handlung am Alltag orientiere. Die drei Hauptdarsteller seien ideale Besetzungen für die Figuren der agilen Eltern und des nichtenergetischen Sohns. Die angejazzte Filmmusik, teilweise nur minimalistisch eingebracht, wird in der Kritik als großartig beschrieben. Tittelbachs Fazit lautet: „Das Tempo ist hoch, die Kamera sehr agil, ebenso die Top-Elterndarsteller Striesow & Schneider; dagegen geht der nicht minder überzeugende Max Schimmelpfennig, entsprechend seiner Rolle, alles ziemlich grundentspannt an.“